# Roman Pucinski

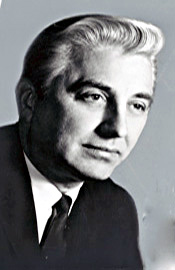
Roman Pucinski

Roman Conrad Pucinski (* 13. Mai 1919 in Buffalo, New York; † 25. September 2002 in Chicago, Illinois) war ein US-amerikanischer Politiker. Zwischen 1959 und 1973 vertrat er den Bundesstaat Illinois im US-Repräsentantenhaus.

## Leben
Roman Pucinski besuchte die öffentlichen Schulen in Chicago. Zwischen 1938 und 1941 studierte er an der Northwestern University in Evanston. Während des Zweiten Weltkrieges diente er im Fliegerkorps der US Army. Nach einem anschließenden Jurastudium an der John Marshall Law School wurde er 1949 als Rechtsanwalt zugelassen. In dieser Zeit arbeitete Pucinski auch als Journalist. 1952 fungierte er als Chefermittler für einen Kongressausschuss zur Untersuchung des Massakers von Katyn. Politisch schloss er sich der Demokratischen Partei an.
Bei den Kongresswahlen des Jahres 1958 wurde Pucinski im elften Wahlbezirk von Illinois in das US-Repräsentantenhaus in Washington, D.C. gewählt, wo er am 3. Januar 1959 die Nachfolge des Republikaners Timothy P. Sheehan antrat. Nach sechs Wiederwahlen konnte er bis zum 3. Januar 1973 sieben Legislaturperioden im Kongress absolvieren. In diese Zeit fielen unter anderem die Bürgerrechtsbewegung und der Vietnamkrieg.
1972 verzichtete Roman Pucinski auf eine erneute Kongresskandidatur. Stattdessen strebte er erfolglos die Wahl in den US-Senat an. Zwischen 1974 und 1982 gehörte er dem National Advisory Council für Berufsberatung an. Außerdem saß er zwischen 1973 und 1991 im Stadtrat von Chicago. In dieser Stadt ist er am 25. September 2002 verstorben.